# Ranunculus fontanus
Il Ranuncolo delle fonti (Ranunculus fontanus C.Presl, 1811) è una pianta erbacea perenne appartenente alla famiglia delle Ranuncolacee.

## Distribuzione e habitat
Il tipo coriologico è Orofita NE Mediterraneo (Appennino-Balcanico).

In Italia è presente in Campania (Piana del Sele), in Basilicata (Pollino), in Calabria (Sila) e in Sicilia (Nebrodi e Madonie).

Cresce in zone paludose o molto umide, da 500 fino a 1700 m s.l.m..

## Conservazione
La specie è classificata come vulnerabile (VU) nel "Libro Rosso delle Piante d'Italia".